# Iglesia de San Pedro y San Pablo (Nóvgorod)
La Iglesia de San Pedro y San Pablo (en ruso: Храм Святых Апостолов Петра и Павла) es una iglesia católica en Nóvgorod en Rusia, construida a finales del siglo XIX. Es famosa por sus conciertos de órgano y se ha registrado en el patrimonio arquitectónico de la ciudad.
Las primeras iglesias católicas fueron construidas en Nóvgorod en los siglos XII y XIII. Una, dedicado a San Olaf, reunió a los católicos de Gotland, la otra dedicada a San Pedro, sirvió como parroquia a los comerciantes alemanes. Cuando Novgorod se unió con Moscovia, estas iglesias dejaron de existir.
Un grupo de católicos de Polonia y los países bálticos llegó a la región a finales del siglo XVIII. Una capilla católica fue construida en 1838. Novgorod y sus alrededores incluido en 1860, alcanzó 1168 los católicos que tenía su propio sacerdote. Su número aumentó posteriormente, sobre todo después de la relegación en Novgorod de los polacos después de la insurrección de Varsovia de 1863. La comunidad construyó una iglesia de madera en 1874 y decidió construirla en piedra a finales de 1880. La primera piedra fue colocada en 1891 y el proyecto fue liderado por un arquitecto polaco de Bialystok.
La iglesia está dedicada a los apóstoles Pedro y Pablo desde el 8 de septiembre de 1893.